# Colotis erone
The Coast Purple Tip (Colotis erone)là một loài bướm thuộc họ Pieridae. Loài này có ở Afrotropic ecozone.
Sải cánh dài 40–50 mm. The adults fly year-round, peaking từ tháng 12 đến tháng 1 and tháng 3 đến tháng 7.
The larva feed on Maerua racemulosa and Maerua pedunculosa.